# Frogger (personaje)
Frogger es el personaje titular de la clásica serie Frogger de Konami. La historia de Frogger se inició con el mítico juego para Arcade de 1981, en el que Frogger era simplemente una ranita ordinaria que tenía que cruzar la peligrosa ruta y el río para llegar a su estanque. Desde entonces se han producido numerosas secuelas en donde la historia y las características del personaje se han ido expandiendo, dándole un rol más heroico en el que vive todo tipo de aventuras y su diseño se ha vuelto gradualmente más antropomorfo.

## Información general
Frogger es una rana común y corriente de color verde. En los juegos clásicos se lo representaba como una rana ordinaria de piel verde manchada, a veces se la representaba de forma fotorealista o también aparecía más caricaturizado. Su misión era sencilla, Frogger quería volver a su estanque, pero para lograrlo tenía que atravesar terribles obstáculos, como la ruta infestada de vehículos, o el peligroso río.
En juegos posteriores se comenzó a redefinir al personaje como una mascota más típica de los videojuegos. Frogger comenzó a aparecer con un cuerpo antropomorfo y una vestimenta que consiste en una remera blanca, chaleco amarillo y pantalones cortos azules. Sus ojos se volvieron grandes y azules y gradualmente perdió sus manchas de rana. En estos juegos además Frogger tiene un comportamiento humano y puede hablar.
La historia de Frogger en los juegos más modernos se ubica en el Estanque de las luciérnagas, un territorio muy tranquilo y húmedo en donde viven insectos y anfibios. Frogger es una joven rana que considera a su hogar demasiado aburrido y tiene ganas de viajar al exterior para vivir todo tipo de aventuras. En esta serie tiene amigos como Lumpy el sapo y su novia Lilly. También se enfrenta a temibles villanos como el cocodrilo Dr. Wani.

## Habilidades
En sus juegos clásicos, Frogger es una rana ordinaria que solo puede saltar y muere con un solo golpe. En sus juegos modernos, ha adquirido más habilidades e incluso suele tener una barra de vida que le permite resistir varios golpes.
- Salto de rana: Frogger se desplaza dando cortos y rápidos saltitos. Se destaca por poder saltar a gran velocidad, como si estuviera corriendo. En los juegos de plataformas se le ha dado además un salto más alto y largo para pasar por encima de obstáculos y enemigos.

- Lengüetazo: Frogger puede extender su larga lengua hacia delante. Este ataque sirve para comerse a pequeños insectos que restauran su salud. Además. en ciertos juegos puede usarse como un ataque, en el que la lengua golpea y derrota a los enemigos como si fuera un látigo.

- Nadar: En los juegos clásicos Frogger solo puede meterse en los estanques, pero si ingresa en aguas profundas se ahoga. En los juegos modernos su habilidad como nadador ha mejorado y puede moverse y atacar con gran libertad bajo el agua.

- Lanzar piedras: Frogger arroja piedras pequeñas en contra de los enemigos, estas no causan daño pero sirven para dejar atontado y quieto al enemigo por un rato.

## Apariciones en videojuegos

### En la saga Frogger
- Frogger (1981 - Arcade, multiplataforma): Frogger es el protagonista del juego, aparece como una simple ranita que debe saltar a lo largo del escenario para llegar a sus estanque, enfrenta terribles obstáculos como una ruta con mucho tránsito o un río con cocodrilos.

- Frogger II: ThreeeDeep! (1984 - Atari 2600, multiplataforma): Este repite el esquema de juego del anterior, pero esta vez además de tierra, hay niveles bajo el agua en los que Frogger avanza nadando y niveles aéreos en donde Frogger utiliza su súper salto para alcanzar las plataformas altas.

- Frogger: He's Back! (1997 - Windows, PS1, GBC): Luego de una larga inactividad, Frogger finalmente volvió con una nueva entrega. Este juego mantiene la forma del juego del Arcade, aunque con niveles mucho más grandes y laberínticos. El objetivo esta vez es encontrar cinco ranitas perdidas en el escenario. Es además el primer juego en donde Frogger aparece con gráficos en 3D. Las nuevas habilidades de Frogger son el lengüetazo para comer insectos y el croido para localizar a sus ranas amigas y navegar en la oscuridad.

- Frogger 2: Swampy's Revenge (2000 - Windows, PS1, N64): Secuela del anterior, Frogger regresa con las mismas habilidades. Este es el primer juego en desarrollar una historia, en la que Frogger y sus amigos se enfrentan al villano, Swampy el cocodrilo. Es además el primer juego en donde se introducen otros personajes a los que el jugador puede escoger además de Frogger.

- Frogger: The Great Quest (2001 - PS2, Windows): Este juego inicia una nueva línea de juegos de Frogger. El protagonista ha sido rediseñado como una rana de cuerpo antropomorfo y una vestimenta casual. Frogger ahora puede hablar y tiene la voz de un joven muchacho. La historia presenta a Frogger como una rana que lleva una vida aburrida en el Pantano de las Luciérnagas e inicia una aventura cuando se entera de una leyenda en el que si una princesa besa a un sapo, este se convertirá en un príncipe. El personaje ahora camina y salta parado y el estilo de juego se asemeja más a un juego de plataformas 3D convencional. Los nuevos movimientos de Frogger son un ataque de patada para romper objetos, un ataque de escupir baba verde y la habilidad de inflar sus cachetes para aterrizar más despacio tras saltar.

- Frogger's Adventures: Temple of the Frog (2001 - GBA): Frogger es el protagonista. El juego presenta el nuevo diseño de Frogger pero recupera el estilo de juego clásico con niveles tipo laberinto. Frogger tiene sus movimientos clásicos y esta vez su objetivo es explorar cada escenario en busca de ítems específicos para poder ganar.

- Frogger Advance: The Great Quest  (2002 - GBA): Juego de plataformas lateral protagonizado por Frogger con su diseño moderno. Esta vez tiene debe recorrer escenarios, superando a obstáculos y derrotando a enemigos. Tiene un nuevo ataque de lengüetazo con el que golpea a los enemigos y lanzar piedritas para paralizar a los enemigos, también puede nadar con gran destreza y atacar bajo el agua.

- Frogger Beyond (2002 - Xbox, PS2, GameCube): Videojuego que utiliza el estilo de niveles clásico. La historia cuenta que es el cumpleaños de Frogger y el día en que deja de ser un niño para volverse adolescente, para ello deberá superar una serie de desafíos de iniciación en varios mundos. La actriz de voz para Frogger fue Kathleen Barr, quien se mantendría en este rol en las numerosas secuelas.

- Frogger's Adventures 2: The Lost Wand (2002 - GBA): Secuela de Frogger's Adventures que repite la misma forma de juego. El diseño del protagonista Frogger ha cambiado ligeramente, su cuerpo es más pequeño ya no luce tan humano, sino que parece una ranita en dos patas. Su vestimenta es parecida pero tiene otro color y su diseño es más simple. Frogger adquiere la nueva habilidad de empujar plataformas con su lengua.

- Frogger's Journey: The Forgotten Relic (2003 - GBA): Una aventura protagonizada por Frogger en donde tiene que buscar a su abuelo perdido. El estilo de juego es el clásico de Frogger, con niveles tipo laberinto y se han agregado elementos de juego de aventura en donde se puede visitar pueblos, comprar ítems e interactuar con otros personajes.

- Frogger's Adventures: The Rescue (2003 - Windows, PS2, GameCube): Videojuego en donde el protagonista Frogger se une a un grupo de ranas espaciales y viaja por distintos planetas para rescatar a los amigos prisioneros. El estilo de juego es el clásico de la serie.

- Frogger: Ancient Shadow (2005 - Xbox, PS2, GameCube): Secuela del anterior, mantiene el mismo estilo de juego. En este título se agrega una tienda en donde se pueden comprar accesorios para Frogger como ropa nueva y también mejoras como aumentar su barra de vida.

- Frogger: Helmet Chaos (2005 - NDS, PSP): Juego típico de Frogger en donde el protagonista regresa con todas sus habilidades características. Esta vez se introduce la habilidad de aplastar, que sirve para presionar botones y romper ciertos objetos, y la habilidad de colgarse de plataformas elevadas con la lengua.

- Frogger Puzzle (2005 - Celular): Juego típico de Frogger con niveles más orientados a resolver puzles. Frogger tiene todas sus habilidades reconocidas.

- Frogger Evolution (2006 - Celular): Videojuego que conmemora el 25º aniversario de la primera aparición de Frogger. Es una remake del primer juego que usa la forma de juego antigua.[1]

- My Frogger Toy Trials (2006 - NDS): Este juego cambia la historia de Frogger por una alternativa. El protagonista es un chico humano llamado Kyle que desea participar en los torneos de mascotas pero no tiene ninguna, hasta que recibe un misterioso huevo de donde nace la pequeña mascota Frogger. El diseño de Frogger en este juego es mucho más infantil y tierno y parece una rana ordinaria, tal como en el juego original. El protagonista utiliza a Frogger para ponerlo a competir en torneos que se asemejan a los clásicos videojuegos de laberinto de Frogger, la ranita tiene todas sus habilidades clásicas. Esta vez el jugador además puede ir ganando disfraces para Frogger que le permiten usar nuevas habilidades, como un traje ninja para escalar paredes o un traje bombero para pasar por el fuego.[2]

- Frogger Launch (2007 - Windows Mobile): Un videojuego en donde se puede escoger a Frogger o a otros de sus amigos como personaje principal. La forma de juego es totalmente distinta a la acostumbrada y consiste en catapultar a Frogger a lo largo de los escenarios.

- Konami Kids Playground: Frogger Hop, Skip & Jumpin' Fun (2007 - PS2): Este título está protagonizado por Frogger y su novia Lilly. Presenta una serie de minijuegos sencillos, para niños pequeños, que están diseñados especialmente para jugar con la alfombra de baile.

- Frogger 2 (2008 - Xbox 360): Un juego sencillo estilo laberinto con los típicos movimientos de Frogger. Frogger vuelve a aparecer como una simple ranita y está representado con un estilo de dibujo más infantil que lo usual.

- Frogger Returns (2009 - Wii, PS3): Este videojuego regresa al personaje y la saga a como era en el Arcade de 1981, aunque con gráficos en 3D y nuevos desafíos. Frogger es una rana ordinaria que debe viajar hacia arriba, atravesando los obstáculos para llegar a su hogar.

- Frogger Beats n' Bounces (2009 - Celular): Un juego en Frogger debe moverse a lo largo de los escenarios siguiendo el ritmo de la música. El personaje tiene su diseño antiguo.[3]

- Frogger Inferno (2010 - iOS): Una remake del primer Frogger que agrega un nuevo condimento para aumentar el desafío, Frogger ahora va dejando un rastro de fuego tras sus pasos, evitando que la siguiente rana pueda pasar por el mismo lugar.

- Frogger 3D (2011 - 3DS): Frogger aparece, al igual que en su primer juego, como una rana ordinaria que debe atravesar un terrible camino de obstáculos con sus cortos saltitos. Los escenarios siguen la premisa del Arcade original pero con un alto grado de descontrol.

- Frogger Decades (2011 - iOS): En este juego Frogger nuevamente tiene su diseño moderno y aparecen todos los personajes nuevos. El juego conmemora el 30ª aniversario del primer juego de Frogger e incluso la historia cuenta que sus amigos le están preparando una fiesta sorpresa por su cumpleaños N.º 30, pero el Dr. Wani desea impedirlo. El estilo de juego es el clásico de Frogger en donde la rana debe evitar los obstáculos y puede usar las habilidades de súper salto y comer insectos con la lengua.[4]

- Frogger Pinball (2011 - iOS): Un juego de pinball convencional ambientado en la saga Frogger. El protagonista aparece en forma de la bola a la que hay que golpear.

- Frogger: Hyper Arcade Edition (2012 - Wii, PS3, Xbox 360): Un videojuego con un estilo visual y musical sumamente retro, toma el estilo de juego del Arcade original pero con gran cantidad de modos distintos incluyendo batallas entre Froggers de colores controlados por distintos jugadores. El jugador puede escoger la apariencia del juego, de modo que Frogger aparece tanto con su antiguo sprite pixelado 8-bits como en una forma 3D más moderna.

- Frogger and the Rumbling Ruins (2022 - Apple Arcade):

### En otras series
- New International Track & Field (2008 - NDS): Juego de deportes olímpicos en el que se puede desbloquear a Frogger como personaje seleccionable y ponerlo a competir junto a los atletas protagonistas.

- Krazy Kart Racing (2010 - iOS, Android): Juego de carreras de karts en donde Frogger aparece como uno de los corredores seleccionables. Al igual que en el anterior, tiene su diseño moderno.

## Apariciones en otros medios

### Juegos electrónicos
- Xtreme Chain Games: Frogger (1998 - Llavero): Un pequeño llavero que contiene un juego electrónico LCD de Frogger y un diseño inspirado en la serie. Fue desarrollado por Tiger Electronics.[5][6]

### Juegos de feria
- Frogger (2011 - Redemption game): Un videojuego redemption diseñado para competir entre dos jugadores y ganar premios en tickets. El diseño del juego se asemeja al Arcade original, aunque mucho más simplificado y con gráficos en 3D modernos y vistosos. Frogger aparece como una alegre rana con un diseño más infantil y risueño. Este juego fue desarrollado por ICE Game.[7]

### Animación
- Saturday Supercade (1983 - Serie de animación): Esta fue una serie norteamericana de dibujos animados emitida semanalmente, cada programa presentaba varios episodios cortos protagonizados por personajes famosos de los videojuegos, tales como Frogger, Q*Bert, Donkey Kong y Pitfall Harry. La serie de Frogger, presentaba a la rana titular como un reportero que investiga todo tipo de casos extraordinarios para la "Gazeta del Pantano". Es acompañado siempre por dos amigos: la tortuga Shelly y la chica sapo Fanny. Un detalle recurrente es que Frogger, haciendo referencia a los juegos, termina casi siempre aplastado y aplanado por algún golpe. El diseño del personaje Frogger lo muestra como una rana manchada antropomorfa, que viste siempre un suéter amarillo. Su voz fue interpretada por el actor Bob Sarlatte. Se realizaron un total de 13 episodios de Frogger. Aunque la serie siguió en el aire con otros personajes de videojuegos.[8]

## Curiosidades
- Frogger hace un pequeño cameo en la película de animación Wreck-It Ralph, en donde se lo ve como una ranita que corre a los saltos en la escena de la estación terminal.

- Frogger tiene su propio juego de billetes de lotería en Estados Unidos. Cada billete incluye la imagen de Frogger con su diseño moderno y una representación del Arcade en donde el apostador debe raspar las direcciones señaladas para cruzar el camino y llevar a Frogger a su estanque, en donde se encuentra el premio.[9]

- La plataforma social PlayStation Home publicó en 2011 los disfraces de Frogger para vestir a los avatares. Se lanzaron un traje masculino, uno femenino, y también se lanzó al propio Frogger como un animal compañero. Este evento fue impulsado por Konami en conmemoración del 30.º aniversario de la saga Frogger.